# Knud Bastrup-Birk
Knud Bastrup-Birk (12. december 1919 – 25. august 1973) var en dansk fodboldspiller, der spillede 18 kampe for Danmarks fodboldlandshold. Bastrup-Birk var født i Gentofte og spillede fodbold i Akademisk Boldklub (AB).
Han fik sin internationale debut i 1943. Han var med ved Sommer-OL 1948, men var ikke på banen grundet en skade, da Danmark vandt bronze. Han spillede sin sidste kamp for Danmark i 1951.